# Lista de palestrantes plenários do Congresso Europeu de Matemática
A Lista de palestrantes plenários do Congresso Europeu de Matemática relaciona os palestrantes plenários do Congresso Europeu de Matemática que ocorre a cada quatro anos desde 1992.

## 1992 Paris
- Vladimir Arnold Vasiliev's theory of discriminants and knots.[1]
- László Babai Transparent proofs.
- Corrado de Concini Representations of quantum groups at roots of 1.
- Simon Donaldson Gauge theory and four-manifold topology.
- Björn Engquist Numerical approximations of hyperbolic conservation laws.
- Pierre-Louis Lions On some recent methods in nonlinear partial differential equations.
- Werner Müller Geometry and spectral theory.
- David Mumford Computer vision from a mathematical perspective.
- Alain-Sol Sznitman Brownian motion and obstacles.
- Michèle Vergne Cohomologie equivariante et formules de caracteres.

## 1996 Budapeste
- Noga Alon Randomness and pseudo-randomness on discrete mathematics.[2]
- Gérard Ben Arous Large deviation as a common probabilistic tool for some problem of analysis, geometry and physics.
- Boris Dubrovin Reflection groups quantum cohomologies and Painleve’s equations.
- János Kollár Low degree polynomial equations: arithmetic, geometry and topology.
- Jacques Laskar The stability of the Solar System.
- Dusa McDuff Recent progress in symplectic topology.
- Alexander Merkurjev K-theory and algebraic groups.
- Vitali Milman Surprising geometric phenomena of high-dimensional convexity theory.
- Stefan Müller Microstructures, geometry and the calculus of variations.
- Jean-Pierre Serre Correspondences and dictionaries in geometry and number theory.

## 2000 Barcelona
- Robbert Dijkgraaf The Mathematics of M-Theory[3]
- Hans Föllmer Probabilistic aspects of financial risks.
- Hendrik Willem Lenstra Flags and lattice basic reduction.
- Yuri Manin Moduli, motives, mirrors.
- Yves Meyer The role of oscillations in non-linear problems.
- Carles Simó New families of solutions in N-body problems.
- Marie-France Vignéras Local Langlands correspondance for GL(n,Q_p) modulo l ≠ p.
- Oleg Viro Dequantization of real algebraic geometry on logarithmic paper.
- Andrew Wiles Galois representations and automorphic forms

## 2004 Stockholm
- François Golse Hydrodynamic Limits[4]
- Francesco Guerra Mathematical aspects of mean field spin glass theory.
- Johan Håstad Efficient computational proofs and inapproximability.
- Andrei Okounkov Random surfaces and algebraic curves.
- Oded Schramm Conformally invariant random processes.
- Zoltán Szabó Holomorphic discs and low dimensional topology.
- Claire Voisin Recent progresses in Kaehler and Complex Algebraic Geometry.

## 2008 Amsterdam
- Luigi Ambrosio Optimal transportation and Evolution Problems in Spaces of Probability Measures[5]
- Christine Bernardi From A Posteriori Analysis to Automatic Modelling
- Jean Bourgain New developments in Arithmetic Combinatorics
- Jean-François Le Gall The continuous limit of large random planar maps
- François Loeser The Geometry behind non-archimedean integrals
- László Lovász Very large graphs
- Matilde Marcolli Renormalization, Galois Symmetries and Motives
- Felix Otto Pattern formation and partial differential equations
- Nicolai Reshetikhin Topological Quantum Field Theory- 20 years later
- Richard Taylor The Sato-Tate conjecture

## 2012 Cracóvia
- Adrian Constantin Some mathematical aspects of water waves[6]
- Camillo De Lellis Dissipative solutions of the Euler equations
- Herbert Edelsbrunner Persistent homology and applications
- Mikhael Gromov In search for a structure
- Christopher Hacon Classification of Algebraic Varieties
- David Kazhdan Classification of affine Kac-Moody-Groups over local and global fields
- Tomasz Łuczak Treshold Behaviour of Random Discrete Structures
- Sylvia Serfaty Renormalized Energy, Abrikosov lattice and log gases
- Saharon Shelah Classifying classes of structures in model theory
- Michel Talagrand Geometry of Stochastic Processes

## 2016 Berlim
- Karine Chemla:  How has one, and how could one, approach the diversity of mathematical cultures?
- Alexander Gaifullin: Flexible polyhedra and their volumes
- Gil Kalai: Combinatorics of boolean functions and more
- Antti Kupiainen: Quantum fields and probability
- Clément Mouhot:  DeGiorgi-Nash-Moser and Hörmander theories: new interplays
- Daniel Peralta-Salas:  Existence of knotted vortex structures in stationary solutions of the Euler equations
- Leonid Polterovich: Symplectic rigidity and quantum mechanics
- Peter Scholze: Perfectoid spaces and their applications
- Karen Vogtmann: The topology and geometry of automorphism groups of free groups
- Barbara Wohlmuth:  Complexity reduction techniques for the numerical solution of PDEs

## 2020/21 Portoroz
- Peter Bühlmann
- Xavier Cabré
- János Pach
- Franc Forstnerič
- Alice Guionnet (Bernoulli Lecture)
- Gitta Kutyniok
- Monika Ludwig
- Alfio Quarteroni
- Karl-Theodor Sturm
- Umberto Zannier